# Водна собака
«Водна собака» (англ. The Water Dog) — американська короткометражна кінокомедія Роско Арбакла 1914 року.

## У ролях
- Роско «Товстун» Арбакл — Фатті
- Доріс Бейкер — маленька дівчинка
- Мінта Дарфі — няня
- Вільям Гаубер — хлопець няні
- Гаррі Расселл — поліцейський
- Чарльз Ейвері
- Еліс Девенпорт